# Mauricio Victorino
Mauricio Bernardo Victorino Dansilio (ur. 11 października 1982 w Montevideo) – urugwajski piłkarz występujący najczęściej na pozycji środkowego obrońcy. Od 2009 roku zawodnik Universidadu de Chile, grającego w Primera División de Chile.

## Kariera klubowa
Victorino jest wychowankiem drużyny Nacionalu, skąd w 2004 na krótko przeszedł do Plaza Colonia. W latach 2005–2006 reprezentował seniorskie barwy Nacionalu (z którym zaliczył występy m.in. w Copa Libertadores), zaś w latach 2006–2007 grał w meksykańskim Veracruz. Tutaj zadebiutował 13 sierpnia 2006 w meczu z UNAM Pumas. Później powrócił do ojczyzny, skąd został sprzedany za sumę 600 tys. euro do chilijskiego Universidadu. Pierwszą bramkę w tej drużynie zdobył 30 sierpnia 2009 przeciwko Audax Italiano.

### Statystyki klubowe
| Klub                      | Sezon     | Rozgrywki                   | Liga    | Liga | Play-offy | Play-offy |
| Klub                      | Sezon     | Rozgrywki                   | Występy | Gole | Występy   | Gole      |
| ------------------------- | --------- | --------------------------- | ------- | ---- | --------- | --------- |
| Club Universidad de Chile | 2010      | Primera División de Chile   | 0       | 0    | -         | -         |
| Club Universidad de Chile | 2009      | Primera División de Chile   | 9       | 1    | -         | -         |
| Nacional                  | 2008–2009 | Primera División de Uruguay | 16      | 3    | -         | -         |
| Nacional                  | 2007–2008 | Primera División de Uruguay | 29      | 5    | -         | -         |
| Veracruz                  | 2006–2007 | Primera División de México  | 28      | 3    | 1         | 0         |
| Nacional                  | 2005–2006 | Primera División de Uruguay | 0       | 0    | -         | -         |
| Nacional                  | 2005      | Primera División de Uruguay | 51      | 1    | -         | -         |
| Plaza Colonia             | 2004      | Segunda División de Uruguay | 16      | 2    | -         | -         |

Ostatnia aktualizacja: 1 stycznia 2010.

## Kariera reprezentacyjna
Victorino swój pierwszy mecz w dorosłej reprezentacji Urugwaju rozegrał 27 września 2006 w towarzyskim spotkaniu z Wenezuelą. Znalazł się też w szerokiej kadrze Urugwaju na Mundial 2010.

### Statystyki reprezentacyjne
| Reprezentacja | Rok  | Mecze | Gole |
| ------------- | ---- | ----- | ---- |
| Urugwaj       | 2010 | 0     | 0    |
| Urugwaj       | 2009 | 2     | 0    |
| Urugwaj       | 2008 | 0     | 0    |
| Urugwaj       | 2007 | 0     | 0    |
| Urugwaj       | 2006 | 2     | 0    |

Ostatnia aktualizacja: 26 maja 2010.